# Rede digital
Uma rede digital de transmissão de dados é um sistema de comunicação utilizado principalmente para a troca de informações (como texto, imagens e vídeos) entre pessoas por meio de dispositivos digitais, como celulares, computadores e outros aparelhos inteligentes. Os dados são codificados e formatados em números utilizando o sistema binário como base e transmitidos por meios físicos, seja por energia elétrica através de cabos de cobre (ou outros metais), seja por meio de transmissões sem fio (wireless).  
As redes digitais apresentam diversas vantagens em relação às redes analógicas de transmissão de dados, como maior resistência a ruídos e interferências externas, pois permitem a aplicação de técnicas como a limiarização para a eliminação de ruídos. Além disso, possibilitam uma maior largura de banda, operam em velocidades mais altas e reduzem as perdas de dados durante a transmissão.  

## Rede Digital de Serviços Integrados (ISDN)
A ISDN (Integrated Services Digital Network, ou Rede Digital de Serviços Integrados) é um serviço telefônico digital de alta velocidade que converte a infraestrutura telefônica analógica em um sistema totalmente digital. Trata-se de um conjunto de padrões de comunicação de protocolos de transmissão digital definidos pelo CCITT, Comitê Consultivo Internacional de Telefonia e Telegrafia, e aceitos como padrão por grande parte das companhias telefônicas.  
O ISDN opera sobre a infraestrutura telefônica de cobre existente. Durante décadas, as telecomunicações, especialmente as internacionais, baseavam-se em sistemas analógicos, projetados para telefonia convencional. Com a crescente demanda por serviços digitais ponta a ponta, empresas e órgãos reguladores globais, sob a coordenação do CCITT, iniciaram em 1984 o desenvolvimento de um novo sistema telefônico digital, cuja implementação teve início no começo do século XXI.  
Os telefones ISDN incluem funcionalidades avançadas, como teclas de atalho para chamadas rápidas a destinos internacionais e identificação de chamadas, exibindo o número e o nome do chamador na tela do dispositivo. Além disso, permitem integração com computadores, exibindo informações da chamada diretamente na tela. Outros serviços avançados incluem redirecionamento de chamadas e conferências internacionais.  
Além de serviços de voz, o ISDN possibilita monitoramento remoto, como leitura automática de medidores de eletricidade e acionamento de alarmes médicos, de segurança e de incêndio, enviando notificações automáticas a hospitais, polícia ou bombeiros, incluindo a localização exata para agilizar o atendimento.  
Na configuração básica, o ISDN divide a linha telefônica em três canais digitais: dois canais “B” e um canal “D”, que podem ser utilizados simultaneamente. O canal “D” é responsável pelo gerenciamento administrativo das chamadas e pela comunicação com a rede telefônica, enquanto os canais “B” são dedicados à transmissão de dados, operando em velocidades de 64 kbps ou 56 kbps, conforme a operadora. A presença de dois canais “B” permite a realização de chamadas simultâneas, tornando-se uma solução adequada para empresas com múltiplos departamentos.  
O ISDN baseia-se no conceito de "tubo de bits digital", um canal de comunicação digital entre o cliente e a operadora pelo qual os bits fluem bidirecionalmente. Esses bits podem ser originados de um telefone digital, terminal digital ou outro dispositivo compatível, e o sistema pode suportar múltiplos canais independentes por meio de multiplexação por divisão de tempo. A especificação exata do fluxo de bits e sua multiplexação é cuidadosamente definida nos padrões de interface digital.
Dois padrões principais de largura de banda foram desenvolvidos: um para uso doméstico e outro, com maior capacidade, voltado para empresas, possibilitando a utilização de múltiplos canais simultâneos. Além disso, empresas podem expandir suas capacidades adquirindo múltiplos "tubos de bits digitais".  
O ISDN PBX é um sistema similar a um switch ISDN, porém de menor porte, com capacidade reduzida para múltiplas chamadas simultâneas. Para padronizar as conexões entre dispositivos, o CCITT definiu quatro pontos de referência – R, S, T e U. O ponto U conecta a operadora ao NT1 (Network Termination 1), utilizando, atualmente, um par de fios de cobre trançado, embora possa ser substituído por fibra óptica no futuro. O ponto T representa a interface fornecida ao cliente pelo NT1, enquanto o ponto S conecta o ISDN PBX aos terminais ISDN. Já o ponto R permite a ligação entre adaptadores terminais e dispositivos não compatíveis com ISDN, como determinados aparelhos analógicos.

## Sistemas Digitais
Os sinais analógicos de voz são gerados nos ramais e recebidos pela central, onde são quantizados e codificados digitalmente. As centrais privadas de PABX podem operar com comutação analógica ou digital. Nos ramais digitais, a digitalização ocorre diretamente no terminal do usuário. Após a recepção na central PABX, o sinal digital de cada usuário (canal) é comutado para uma linha específica e convertido novamente em sinal analógico antes de ser encaminhado à central pública.  
Os sistemas PABX digitais, como o PABX E1, utilizam tecnologia RDSI para transmissão de voz e dados com maior eficiência. Com o avanço da tecnologia, tornou-se possível transmitir e receber múltiplos canais digitalmente através de diferentes meios físicos, como fios de cobre ou fibra óptica, conectando-se à central pública de telefonia. Essa transição para o digital trouxe diversas vantagens em relação à tecnologia analógica:  
- Armazenamento de voz: A conversão da voz para formato digital possibilita o armazenamento em discos ou memória do sistema, facilitando funcionalidades como correio de voz.
- Maior capacidade: Um tronco digital de 2 Mbps (E1) pode transmitir 32 canais de voz simultaneamente, reduzindo custos e aumentando a confiabilidade do sistema.
- Menor consumo de energia e maior confiabilidade: Os circuitos digitais possuem maior imunidade a ruídos e ocupam menos espaço físico.
- Qualidade do sinal em longas distâncias: A regeneração do sinal digital elimina ruídos e garante a integridade da comunicação.
- Uso de um único meio para diversas informações: A tecnologia digital permite a transmissão de voz, dados, imagens e música pelo mesmo canal.
- Impossibilidade de cruzamento de sinais: Como a comunicação é digital, não há enlaces físicos suscetíveis a interferências.